# Combretum mucronatum
Combretum mucronatum är en tvåhjärtbladig växtart som beskrevs av Julius Heinrich Karl Schumann och Thonn.. Combretum mucronatum ingår i släktet Combretum och familjen Combretaceae. Inga underarter finns listade i Catalogue of Life.